# Escut de Xixona
L'escut de Xixona és el símbol representatiu de Xixona, municipi del País Valencià, a la comarca de l'Alacantí. Té el següent blasonament:
| « | Escut de pell de brau. Partit. Primer, d'atzur, una flor de lis d'or flanquejada per claus del mateix i, en peu, escudet caironat d'or amb els quatre pals de gules, d'Aragó. Segon, de gules, un castell d'or, amb tres homenatges i sobre cadascun una bandera d'argent, el castell sobre un tossal pedregós amb camí. A destra i sinistra de l'escut, flanquejant-lo, les lletres L i F d'or. Per timbre, corona reial oberta. | » |

## Història
Les primeres referències que tenim de l'escut són de Rafael Martí de Viciana. En el seu tercer llibre de la Crónica de la ínclita y coronada ciudad de Valencia y de su reyno (1564) es diu:
| «                                                                                                   | (castellà) De la Villa de Sexona, (..) Esta villa pone en su sello las barras de Aragón por ser del rey, y vn castillo por el castillo que tien, y dos llaves, vna a cada lado del castillo, para denotar que en ella fenesce el reyno de Valencia, y es puerta para entrar en la provincia de Orihuela, que le fue aplicada a este reyno. | (català) De la Vila de Sexona, (..) Aquesta vila posa en el seu segell les barres d'Aragó per ser del rei, i un castell pel castell que té, i dues claus, una a cada costat del castell, per denotar que en ella finalitza el regne de València, i és porta per a entrar a la província d'Oriola, que li va ser aplicada a aquest regne. | » |
| — Crónica de la ínclita y coronada ciudad de Valencia y de su reyno. Rafael Martí de Viciana. 1564. | | |   |

La flor de lis es va afegir l'any 1708, atorgada pel rei Felip V com a part d'una sèrie de privilegis concedits pel suport de Xixona en la Guerra de Successió.
L'escut no ha estat oficialitzat mai. No obstant això, fou reconegut com l'escut emprat per la població de Xixona des de temps immemorial, en aprovar-se el Reglament d'Honors i Distincions de l'Ajuntament de Xixona per la Direcció General d'Administració Local, dependent del Ministeri de l'Interior, el 13 de gener de 1978. L'ús immemorial d'un escut, o el seu reconeixement per qualsevol organisme oficial, no implica, des d'un punt de vista legal, la seua oficialització fins l'aprovació pel organisme que tinga aquesta competència i, en 1978, aquesta n'era una competència del Consell de Ministres.

## Significació
A la primera partició de l'escut, les claus i els quatre pals fan referència a la situació originària de Xixona com a frontera meridional del Regne de València, amb la flor de lis afegida com a privilegi de Felip V per la fidelitat de la vila a la causa borbònica durant la Guerra de Successió; gràcies a aquests privilegis Xixona va rebre també el títol de ciutat i la qualificació de «lleial i fidel», que es representa amb les lletres L i F a banda i banda de l'escut. En el dibuix present al Reglament d'Honors, la flor de lis hi apareix com a dues flors de lis oposades.
A la segona partició apareix el castell de Xixona, l'edifici més representatiu de la ciutat, dalt de tot del tossal.